# Brentonico
Brentonico är en ort och kommun i provinsen Trento i regionen Trentino-Sydtyrolen i Italien. Kommunen hade 4 002 invånare (2018).